# هانزا-براندنبورگ دبلیو.۳۳
هانزا-براندنبورگ دبلیو. ۳۳ (به انگلیسی: Hansa-Brandenburg_W.33) یک هواگرد ملخ‌پیشین تک‌موتوره از نوع شناسایی دریایی ساخت شرکت هنسا-برندنبرگ است.